# Baixo cifrado
Baixo cifrado, baixo figurado ou baixo contínuo é um tipo de notação musical inteira utilizado para indicar os intervalos, os acordes e os enarmônicos em relação a uma nota do baixo. O baixo cifrado está associado de perto com o baixo contínuo, um acompanhamento utilizado em quase todos os gêneros de música do período barroco.

## Baixo contínuo
As partes de baixo contínuo, prática quase universal no barroco (1600-1750) eram, como implica o nome, tocadas continuamente durante a execução da peça, fornecendo a estrutura harmônica da música. A frase freqüentemente é encurtada para contínuo e os instrumentistas que executam a parte do contínuo (se forem mais do que um) são chamados grupo do contínuo.
Frequentemente, a formação do grupo do contínuo é deixada a critério dos executantes e a prática variava bastante no período barroco. Deveria ser incluído, pelo menos um instrumento capaz de tocar acordes, como por exemplo o cravo, o órgão, o alaúde, a tiorba, o violão ou a harpa. Adicionalmente, poderia ser acrescentado qualquer número de instrumentos que tocam no registro do baixo, como, por exemplo, o violoncelo, o contrabaixo, a viola, a viola da gamba ou o fagote. A combinação mais comum, pelo menos nas apresentações modernas, é o cravo e o violoncelo, para as obras instrumentais e vocal, secular, como a ópera e o órgão, para a música sacra.
O intérprete do teclado (ou de qualquer dos demais instrumentos do baixo) resolve a parte do contínuo tocando em adição às notas do baixo indicadas, as notas superiores para completar o acorde quer por determiná-las antecipadamente, quer por improvisar durante a execução. A notação do baixo cifrado descrita a seguir é um guia apenas, mas espera-se que os intérpretes usem de seu critério musical e os demais instrumentos e vozes como guia. As edições modernas das partituras usualmente fornecem a parte do teclado plenamente desenvolvida para o intérprete, eliminando assim a necessidade de improvisação. Com o crescimento das interpretações de época, cresceu também o número de intérpretes que preferem, ao modo do barroco, improvisar suas partes.
O baixo contínuo, embora um elemento estrutural essencial e identificador da música do barroco continuou a ser  utilizado em muitas obras, principalmente em obras sacras para coral do classicismo (até cerca de 1800). Exemplos de sua utilização no século XIX são raros mas existem: as missas de Anton Bruckner, Beethoven, and Franz Schubert, por exemplo, têm uma parte de baixo contínuo para ser interpretada por um organista.
Mais informações no verbete: Baixo contínuo.

## Notação do baixo cifrado
Uma notação de baixo cifrado consiste da linha do baixo com notas na pauta musical acrescida de números e acidentes sob a pauta para indicar em que intervalos acima das notas do baixo deve-se tocar e portanto, que inversões, de que acordes, devem ser tocadas. A frase tasto solo indica que apenas a linha do baixo deve ser tocada, sem quaisquer acordes superiores. Usalmente este procedimento dura até que a próxima indicação apareça.
Os compositores foram inconsistentes quanto ao padrão de uso descrito a seguir. Especialmente no século XVII os números foram omitidos sempre que o compositor achava que o acorde era óbvio. Os compositores mais antigos como, por exemplo, Cláudio Monteverdi freqüentemente especificavam a oitava com intervalos compostos tais como 10, 11 e 15.

### Números
Os números indicam a quantidade de graus da escala musical acima da linha do baixo que uma nota deve ser tocada. Por exemplo:
Aqui a nota do baixo é um Dó e os números 4 e 6 indicam que a quarta e a sexta nota acima dele, isto é um Fá e um Lá, devem ser tocadas. Em outras palavras, isso significa que deve ser tocada a segunda inversão do acorde de Fá maior.
Nos casos em que os números 3 e 5 deveriam ser normalmente indicados, usualmente, mas não sempre, eles são omitidos devido à frequência com que estes intervalos ocorrem. Por exemplo:
Nesta sequência a primeira nota não tem números a acompanhá-la – tanto o 3 como o 5 foram omitidos. Isto significa que a terceira e a quinta nota acima devem ser tocadas – em outras palavras, um acorde perfeito maior. A próxima nota tem um 6 indicando que deve ser tocada a sexta nota acima; o 3 foi omitido, o que significa que este acorde está na primeira inversão. A terceira nota é acompanhada por apenas um 7; aqui, como no caso da primeira nota o 3 e o 5 foram omitidos . O sete indica que o acorde é um acorde de sétima. A seqüência toda equivale a:
embora caiba ao executante escolher em que oitava deverá tocar as notas e como as trabalhará de alguma maneira, ao invés de simplesmente tocar os acordes, de acordo com o andamento e a textura da música.
Algumas vezes outros números também são omitidos: um 2 sozinho ou um 42 indicam 642, por exemplo.
Algumas vezes, o número no baixo cifrado muda, mas não a nota do baixo. Neste caso, escrevem-se as novas notas no compasso, no lugar em que devem ser tocadas. No exemplo a seguir, pretende-se que a pauta superior seja a melodia e está sendo fornecida simplesmente para indicar o ritmo (não faz parte do próprio baixo cifrado):
Quando a nota do baixo muda, mas as notas do acorde acima dele são mantém, é desenhada uma linha próxima ao número (ou números) para indicar isso:
A linha se estende pelo período que se deseja que o acorde seja mantido.

### Acidentes
Quando um acidente é mostrado sózinho, sem estar junto a um número, ele se aplica à terça do acorde, caso contrário se aplica à nota que estiver ao lado dele. Por exemplo, esta notação:
Equivale a esta execução:
Às vezes o acidente é colocado depois do número e não antes.
Alternativamente, uma cruz colocada próximo a um número indica que a altura daquela nota deve ser aumentada de um semitom, de modo que se a nota for um bemol ela deve ser  tocada como natural e se for uma nota natural ela se torna uma nota sustenida. Uma maneira diferente de indicar isso é cruzar o número com uma barra. As notações seguintes, por exemplo, indicam a mesma maneira de tocar as respectivas notas cifradas:
Quando os sustenidos ou bemóis são usado numa partitura com armadura da clave eles podem ter um significado ligeiramente diferente, especialmente para a música do século XVII. Um sustenido pode ser utilizado para cancelar um bemol da armadura ou vice-versa, em vez de ser usado o símbolo de bequadro.

## História
As origens da prática do baixo contínuo são algo obscuras.  Improvisações dos acompanhamentos ao órgão das obras corais eram comuns por volta do fim do século XVI e partes separadas para o órgão, mostrando a penas a linha do baixo datam de, pelo menos, 1587. Em meados do século XVI, alguns compositores italianos de igreja começaram a escrever peças policorais. Essas obras para dois ou mais coros foram criadas para ocasiões especialmente festivas ou então para tirar vantagem de certas propriedades da arquitetura dos edifícios nos quais seriam apresentadas. Com oito ou mais partes para serem monitoradas durante uma exibição, peças no estilo policoral (também chamadas de cori spezzati, já que os coros eram estruturados algumas vezes de modo musicalmente independente e às vezes com partes musicalmente entrelaçadas, podendo mesmo, ser colocados em locais fisicamente diferentes) surgiu a necessidade de algum tipo de acompanhamento instrumental. 
É importante observar que o conceito de ter dois ou mais corais estruturalmente independentes atuando ao mesmo tempo, quase certamente não teria surgido se já não houvesse uma prática de acompanhamento do coral nas igrejas.  Registros financeiros e administrativos confirmam a existência de órgãos  nas igrejas desde o século XV e embora seu uso preciso não seja conhecido, parece razoável crer que havia alguma interação com os cantores. De fato existem muitos relatos pessoais dos séculos XV e XVI, de serviços religiosos, que indicam o acompanhamento de órgão em alguns trechos da liturgia sugerindo que a prática do canto apenas a cappella, isto é, o canto sem acompanhamento musical (nome que  deriva do local de origem dessa modalidade, a Capela Sistina do Vaticano), não era muito usual.  No início do século XVI parece que o uso do acompanhamento com órgão, pelo menos em igrejas pequenas, era comum e os críticos da época lamentam o declínio da qualidade dos coros das igrejas. Ainda mais impressionante, muitos manuscritos, especialmente os que datam de meados do século em diante, possuem anotados os acompanhamentos pelo órgão. Esta última observação é que nos leva às origens do contínuo  de um modo bastante semelhante chamado basso seguente. 
Com maior freqüência, os acompanhamentos escritos são encontrados nas obras policorais mais antigas (obviamente aquelas compostas antes de surgir o estilo concertato, com suas linhas instrumentais explícitas) e geralmente consistem numa redução completa  de uma das partes do coro àquilo que, mais tarde, seria chamado de sistema.  Adicionalmente, entretanto, para aquelas partes da música durante as quais determinado coro deveria pausar, se representava esta situação por uma linha única com a nota mais grave que tenha sido cantada em qualquer momento da música, nota esta que podia estar em qualquer das partes vocais. 
Mesmo nos primitivos arranjos vocais dos Gabieli, (Andrea e Giovanni), Monteverdi e outros. A parte mais grave que os intérpretes modernos na linguagem coloquial se referem como '"contínuo" é, de fato, um basso seguente,  algo ligeiramente diferente do baixo contínuo, pois possuindo partes instrumentais diferentes, a nota mais grave no basso seguente, em dado instante, com bastante freqüência é bem mais grave do que qualquer nota que esteja sendo cantada no mesmo instante. 
O primeiros exemplo conhecido da publicação de um basso seguente foi num livro sobre Introitos e Aleluias do veneziano Placido Falconio, datado de 1575. 
O que é conhecido como contínuo "cifrado", o qual também possui uma linha do baixo que, por causa de sua natureza estrutural, pode diferir da nota mais grave das partes superiores, foi desenvolvido no quarto de século seguinte. O crédito pela primeira publicação deste tipo de contínuo é dado ao compositor Lodovico Viadana, numa coleção de motetos de 1602 que, de acordo com seu próprio relato, foi originalmente escrito em 1594. O contínuo do Viadana, entretanto, não incluía os símbolos gráficos. 
O exemplo conhecido, mais antigo, do uso de sustenidos e bemóis na pauta,  é um moteto escrito por Giovanni Crocce, também datado de 1594. 
Os baixos seguente e cifrado foram desenvolvidos conjuntamente na música secular; compositores de madrigais, como Emilio de' Cavalieri e Luzzasco Luzzaschi  começaram a escrever, no final do século XVI obras para serem executadas por um solista com acompanhamento, seguindo uma prática já estabelecida de interpretar deste modo madrigais com várias vozes, e também em resposta à influência crescente de certos grupos de admiradores de cantores particularmente populares. 
Esta tendência de solo com textura de acompanhamento na música secular, culminou no gênero de monódia da mesma maneira que na música vocal religiosa resultou no concerto sacro para várias vozes, inclusive vozes solistas. 
O uso de numerais para indicar o acompanhamento começou com as antigas óperas compostas por Cavalieri e Giulio Caccini. 
Estes novos gêneros foram possíveis, assim como, provavelmente, também o foi o policoral, de fato se tornaram possíveis graças à  a existência de uma linha do baixo parcial ou totalmente independente.  Por outro lado, a linha do baixo separada, com informações gráficas acrescentadas para indicar as outras notas do acorde, rapidamente se tornou "funcional" à medida que as sonoridades se transformaram em harmonias, (ver harmonia e tonalidade) e a música passou a ser considerada em termos de uma melodia apoiada por progressões de acordes, em vez de um entrelaçamento de linhas musicais igualmente importantes, como acontece na polifonia. O baixo cifrado, portanto, foi um recurso para o desenvolvimento do barroco, por extensão, do classicismo e, ainda por extensão, da maioria dos estilos subsequentes.
Muitos compositores e teóricos dos séculos  XVI e XVII escreveram manuais instruindo como utilizar o baixo cifrado, incluindo entre eles: Gregor Aichinger, Georg Philipp Telemann, C.P.E. Bach e Michael Praetorius.

## Usos contemporâneos
O baixo cifrado, algumas vezes é usado pelos músicos clássicos como um modo de abreviado de indicar os acordes, embora não seja usado nas composições modernas. 
Um tipo de baixo cifrado é usado na notação musical para o acordeão; outra forma simplificada é usada na notação para violão (ver  verbete Cifra (música))
Atualmente, o uso mais comum do baixo cifrado é para indicar uma inversão, escrito freqüentemente sem a pauta, com a letra do nome da nota seguida do símbolo, por exemplo, a nota do baixo Dó com o baixo cifrado 64 seria escrito: {\displaystyle C_{4}^{6}}. Os símbolos também podem ser analisados com algarismos romanos para analisar a harmonia funcional um uso que foi chamado de cifra romana" (ver en:chord symbol, em inglês).